# Radi espectral
Si {\displaystyle A} és un endomorfisme sobre un espai de Banach complex {\displaystyle E}, hom anomena radi espectral de {\displaystyle A}, denotat {\displaystyle \rho (A)}, el radi de la bola tancada més petita de centre 0 que conté tots els valors espectrals de {\displaystyle A}. Sempre té un valor inferior o igual a la norma operacional de {\displaystyle A}.
En dimensió finita, per un endomorfisme amb valors propis complexes {\displaystyle \lambda _{1},\lambda _{2},...,\lambda _{n}}, el radi espectral és igual a {\displaystyle \max _{i}{\left|\lambda _{i}\right|}}.
En conseqüència, per a tota norma matricial N, és a dir, per a tota àlgebra normada sobre {\displaystyle M_{n}(\mathbb {R} )} (respectivament {\displaystyle M_{n}(\mathbb {C} )}) i per a tota matriu A de {\displaystyle M_{n}(\mathbb {R} )} (respectivament {\displaystyle M_{n}(\mathbb {C} )}), es té que {\displaystyle \rho (A)\leq N(A)}.
A més, hem demostrat que {\displaystyle \rho (A)=\inf N(A)}, la fita inferior presa sobre el conjunt de les normes subordinades, i d'aquí també sobre les àlgebres normades.
El teorema de Gelfand ens diu que el radi espectral {\displaystyle \rho (A)} d'un endomorfisme {\displaystyle A} ve donat per la fórmula
{\displaystyle \rho (A)=\lim _{+\infty }\|A^{n}\|^{1/n}}.
Per un operador normal (en particular per un operador autoadjunt) sobre un espai de Hilbert H, el radi espectral és igual a la norma operacional. D'aquí, hom dedueix que per tot operador A sobre H, {\displaystyle \|A\|^{2}=\rho (A^{*}A)}.
El radi espectral pot ser estrictament inferior a la norma operacional. Per exemple, la matriu {\displaystyle M={\begin{pmatrix}0&1\\0&0\end{pmatrix}}} té un radi espectral 0, però {\displaystyle M\neq 0}, d'on {\displaystyle \|M\|>0=\rho (M)} (més precisament, {\displaystyle \|M\|=1} perquè es té {\displaystyle \|M\|^{2}=\|^{\operatorname {t} }M\ M\|=\rho (^{\operatorname {t} }M\ M)=1}).